# GRB 080916C
GRB 080916C是由美國國家航空暨太空總署的費米伽馬射線太空望遠鏡於2008年9月16日紀錄到，在船底座探測到的一次伽馬射線暴（GRB）。直到2022年記錄到GRB 221009A之前，這是有記錄以來最强大的伽馬射線爆發。如果發射是各向同性發射的，那麼這次爆炸的能量約為9,000Ia型超新星，而發射初始伽馬射線的氣體噴流以最小約299,792,158m/s（99.9999%的光速）的速度移動，使這次爆炸成為有記錄以來最極端的爆炸之一。
在這次爆發中觀測到的最高能量伽馬射線的16.5秒延遲與量子引力的一些理論一致，這些理論認為所有形式的光可能不會以相同的速度穿過太空。高能伽馬射線在時空的量子湍流中傳播時可能會减慢速度。
爆炸發生在122億光年（光傳播距離）外。這意味著它發生在122億年前，當時宇宙只有大約15億年的歷史。這次爆發持續了23分鐘，幾乎是高能GRB平均兩秒的700倍。 在爆炸發生32小時後，使用歐洲南方天文台位於智利 2.2米的拉西拉望遠鏡上的伽馬射線爆發光學/近紅外探測器（GROND）進行了後續觀測，使天文學家能够將爆炸的距離精準確定為122億光年。該物體的紅移為z＝4.35。
如果GRB 080916C的所有能量都能以100%的效率被捕獲並轉化為可用電力，它將產生足够的電力，為整個地球提供1,350萬年的電力（根據2008年的電力消耗量）。

## 外部連結
- Telescope spies cataclysmic blast, BBC News, February 20, 2009
- NASA's Fermi Telescope Sees Most Extreme Gamma-ray Blast Yet, NASA, February 19, 2009
- Record Cosmic Explosion Brightens Student's First Day, Newswise, February 19, 2009